# Khildebert III
Khildebert III, anomenat el Just (francès: le Juste) (vers 683 – 23 d'abril de 711, va ser rei dels francs des del 695 fins a la seva mort. Apareix també com Khildebert IV (sent el III Khildebert l'Adoptat).
Fill de Teodoric III (rei dels francs) i de Clotilde, va succeir el seu germà gran Clodoveu IV a la seva mort. Però com era habitual en els darrers reis merovingis, el seu poder va ser tan sols nominal sota el govern del majordom de palau Pipí d'Héristal.
Tot i això, emeté una sèrie de decisions judicials que li valgueren el seu sobrenom, i que d'acord amb el Liber Historiae Francorum (727) fou "un home just del que se'n conserva bon record".